# 希里什馬柴山
11°36′17″S 76°13′1″W / 11.60472°S 76.21694°W

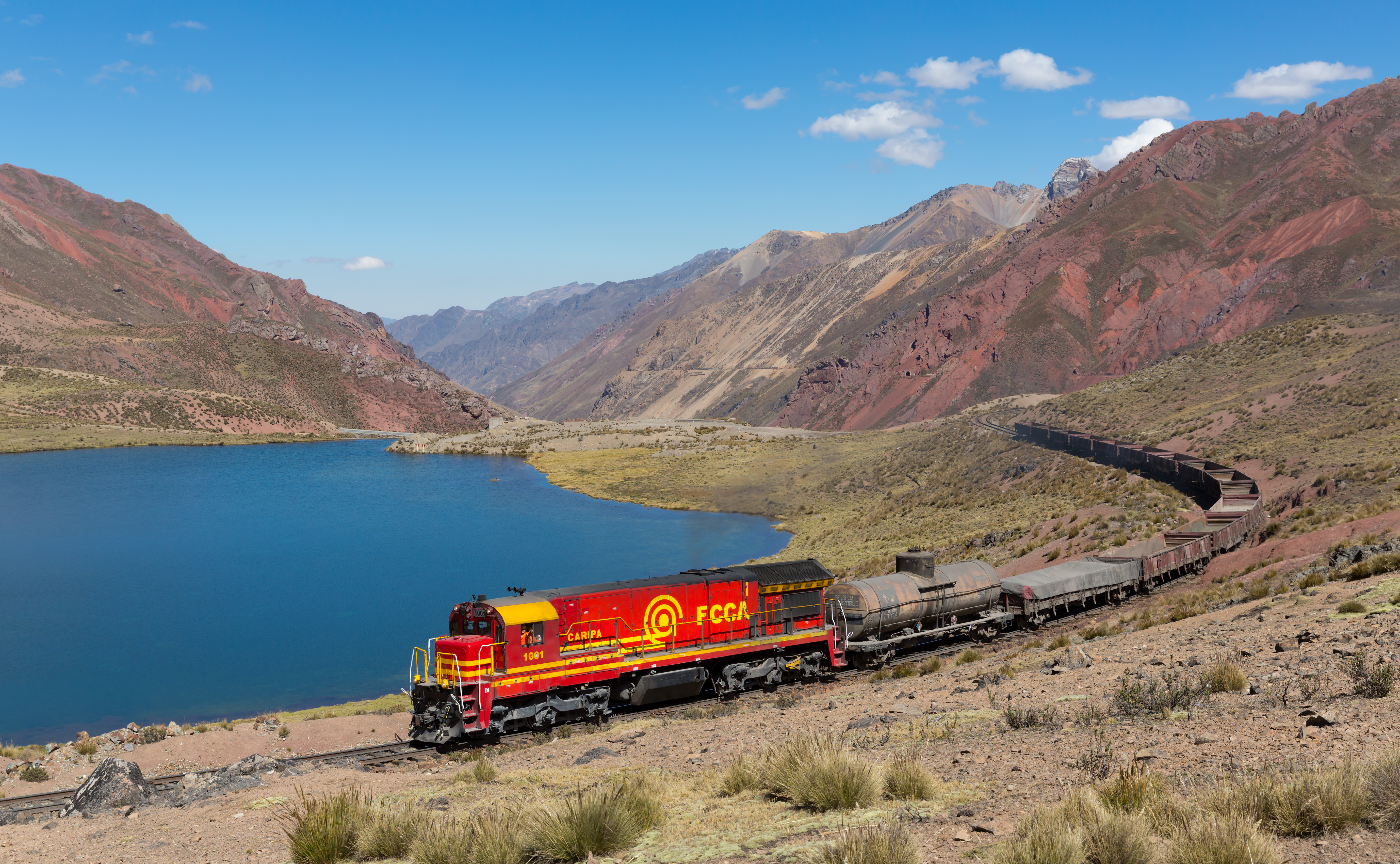

希里什馬柴山（Jirish Mach'ay），是秘魯的山峰，位於該國中南部利馬大區的瓦羅奇里省，處於蒂克蒂科查湖以西，屬於安第斯山脈的一部分，海拔高度約5,000米。